# Espectro del hidrógeno

Series espectrales del átomo de hidrógeno

Se denomina espectro del hidrógeno a la emisión electromagnética propia del hidrógeno. Es popularmente conocido desde los trabajos de Kirchhoff, Bunsen y Fraunhofer que todos los elementos tienen una emisión característica de ondas electromagnéticas dentro de todo el espectro electromagnético.

## Historia
Balmer dedujo matemáticamente las relaciones entre las diferentes líneas de emisión del hidrógeno, pero no pudo explicar por qué motivo físico las emisiones seguían ese patrón.
No fue hasta el desarrollo del modelo atómico de Bohr que se pudo dar respuesta a esta incógnita. En este modelo el átomo se describe como un núcleo con carga positiva (formado por protones y neutrones) y los electrones orbitan a su alrededor en órbitas circulares. Solo se permiten las órbitas que cumplen que su momento angular es un múltiplo entero de la constante de Planck, h. Este modelo fue el primero que introdujo la mecánica cuántica dentro del átomo y explicaba satisfactoriamente, mediante transiciones de electrones entre las diferentes órbitas permitidas, las emisiones electromagnéticas del hidrógeno. A los múltiplos de h de cada órbita se le llamó número cuántico.
Más tarde este modelo fue superado por Sommerfeld, permitiendo órbitas elípticas y con la introducción de otros números cuánticos que explicaron teóricamente los multipletes y las emisiones de átomos de elementos más complejos. Modernamente sabemos que el espectro de emisión de un átomo coincide con los valores del espectro matemático del observable hamiltoniano del átomo.
La fórmula de Balmer generalizada por el físico suizo Walter Ritz (1878-1909) es:

{\displaystyle {\frac {1}{\lambda }}=\mathbf {R} {\left({\frac {1}{n^{2}}}-{\frac {1}{m^{2}}}\right)}}

donde R es la constante de Rydberg de valor 1,097 107 m-1. n y m con la interpretación de Bohr se convierten en dos números cuánticos relativos a dos órbitas diferentes (m > n), es decir, esta ecuación da la longitud de onda de la radiación emitida por un electrón que salta desde la órbita m a la n. En función de la órbita n de llegada del electrón de transición, se han definido diferentes series de valores que reciben los nombres de sus descubridores:
- para n=1 Serie de Lyman.
- para n=2 Serie de Balmer.
- para n=3 Serie de Paschen.
- para n=4 Serie de Brackett.
- para n=5 Serie de Pfund.
- para n=6 Serie de Humphreys.